# Saint X
Saint X é uma série de televisão via streaming americana de drama psicológico desenvolvida por Leila Gerstein, baseada no romance de mesmo nome de Alexis Schaitkin. A série estreou no serviço de streaming Hulu no dia 26 de abril de 2023.

## Sinopse
Baseado no romance best-seller, este drama psicológico acompanha a história de Emily Thomas, que entra numa perigosa missão para descobrir a verdade sobre o que aconteceu com sua irmã mais velha, Alison, que foi brutalmente assassinada e estuprada em uma viagem idílica ao Caribe 20 anos antes.

## Elenco e personagens
- Alycia Debnam-Carey como Emily Thomas,[2] uma editora de documentário ambiental
- Josh Bonzie como Clive 'Gogo' Richardson
- West Duchovny como Alison Thomas[2]
- Jayden Elias como Edwin
- Michael Park como Bill Thomas
- Betsy Brandt como Mia Thomas
- Bre Francis como Sara
- Kenlee Anaya Townsend como Claire
- Clarisse Albrecht como adjunta

## Produção

### Desenvolvimento
Em 24 de janeiro de 2022, o Hulu encomendou a produção da série de oito episódios, baseada no romance de mesmo nome de Alexis Schaitkin. Foi desenvolvida por Leila Gerstein, juntamente com Schaitkin, Dee Rees, Stephen Williams, David Levine, Zack Hayden, Aubrey "Drake" Graham, Adel "Future" Nur, Jason Shrier e Steve Pearlman. A Anonymous Content, DreamCrew Entertainment e ABC Signature foram as empresas responsáveis pela produção. Saint X foi lançado em 26 de abril de 2023, com os três primeiros episódios disponibilizados e o restante estreando semanalmente. No Brasil, em 7 de junho de 2023.

### Escolha do elenco
Em 29 de março de 2022, Victoria Pedretti foi escalada para estrelar a série. Em abril de 2022, Josh Bonzie, West Duchovny e Jayden Elijah se juntaram ao elenco principal. Em 3 de maio de 2022, Alycia Debnam-Carey se juntou ao elenco em uma reformulação, substituindo Pedretti, como a protagonista Emily Thomas. Em 27 de outubro de 2022, Michael Park e Betsy Brandt foram escalados para os papéis principais. Em 12 de janeiro de 2023, após o anúncio da data de estreia da série, foi relatado que Bre Francis e Kenlee Anaya Townsend também fariam parte do elenco principal.

## Episódios
| N.º na temp. | Título                                                                               | Dirigido por    | Escrito por                      | Lançamento          |
| ------------ | ------------------------------------------------------------------------------------ | --------------- | -------------------------------- | ------------------- |
| 1            | "A Lovely Nowhere" "Um Adorável Lugar Nenhum" (BR) "Um Fim do Mundo Encantador" (PT) | Dee Rees        | Leila Gerstein                   | 26 de abril de 2023 |
| 2            | "Woman Is Fickle" "Mulher é Inconstante" (BR) "A Mulher é Instável" (PT)             | Darren Grant    | Leila Gerstein                   | 26 de abril de 2023 |
| 3            | "Men of Interest" "Homens de Interesse" (BR) "Suspeitos" (PT)                        | Darren Grant    | Nina Braddock & Cynthia Adarkwa  | 26 de abril de 2023 |
| 4            | "A Disquieting Emptiness" "Um Vazio Inquietante" (BR/PT)                             | Patricia Riggen | Jeff Augustin & Matthew Cruz     | 3 de maio de 2023   |
| 5            | "Colonial Interference" "Interferência Colonial" (BR/PT)                             | Patricia Riggen | Leila Gerstein & Natasha M. Hall | 10 de maio de 2023  |
| 6            | "Loose Threads of the Past" "Fios Soltos do Passado" (BR/PT)                         | Matt Sobel      | Nina Braddock & Cynthia Adarkwa  | 17 de maio de 2023  |
| 7            | "The Goat Witch and the Sinner" "A Cabra Bruxa e o Pecador" (BR/PT)                  | Matt Sobel      | Jeff Augustin & Matthew Cruz     | 24 de maio de 2023  |
| 8            | "Faraway"                                                                            | Ekwa Msangi     | Leila Gerstein                   | 31 de maio de 2023  |

## Recepção da crítica
O site agregador de resenhas Rotten Tomatoes relatou um índice de aprovação de 19% com uma classificação média de 4,9/10, com base em 16 resenhas críticas. O consenso dos críticos do site diz: "Um rastreamento tedioso para um destino insatisfatório, Saint X apenas marca o tempo em vez de atingir o local."  O Metacritic, que usa uma média ponderada, atribuiu uma pontuação de 51 em 100 com base em 10 críticos, indicando "avaliações mistas ou médias".